# Rózsaági Antal
Rózsaági Antal, Rózsa, született: Rosenzweig (Sajólád, 1829. november 30. – Arad, 1886. október 4.) író.
Rosenzweig családi nevét előbb Rózsaágira, később pedig Rózsára változtatta. Felesége Bálintffy Etelka, Hajnalka néven ismert költőnő.

## Pályája
Apja az orthodox vallásban tanította. Később Miskolcon és Pesten járt középiskolába. Közben kitört a szabadságharc, honvéd lett, Branyiszkónál súlyosan megsebesült, majd három hónapig feküdt a lőcsei kórházban. A vereség után bujdosott, nevelő volt egy gazdag zsidó családnál. 1852-ben Bécsbe ment és mint rendkívüli hallgató járt az egyetemre, mivel nem volt érettségi bizonyítványa. Közben hírlapoknak dolgozott. 1856-ban Győrbe ment, ahol Raaber Geschäfts-Anzeiger címmel német lapot indított. 1857-ben áttért a katolikus vallásra és állást kapott a győri katolikus főgimnáziumban, majd kinevezték a győri királyi főgimnáziumhoz a német és francia nyelv rendkívüli tanárának.
1859-ben Pestre költözött, a Magyar Néplap segédszerkesztője és Császár Ferenc Divatcsarnokának főmunkatársa lett. Itt az 1860-as években jelentős irodalmi tevékenységet fejtett ki; politikai, közgazdasági és esztétikai cikkeken kívül elbeszéléseket írt a lapokba, francia regényeket fordított. 1861–1862-ben a Gombostű című lap szerkesztője volt. 1867-ben kinevezték fogalmazónak a kereskedelmi minisztériumba, de állását 1872-ben a Szabad Sajtó című ellenzéki lapban közölt cikke miatt elvesztette. 1876-ban tanári vizsgát tett, még ez évben Kassára, 1877 augusztusában pedig Aradra nevezték ki a reáliskolához a francia nyelv tanárának, itt működött haláláig.
Alapította és/vagy szerkesztette: Zetyko Józseffel együtt a Győri Közlönyt 1857.; Pesten a Magyar Néplapot dr. Szabó Alajossal 1859-ben; a Gombostű című szépirodalmi lapot 1861–1862-ben; a Nayád fürdői albumot Balázs Sándor, Bulyovszky Gyula és Huszár Imrével 1863-ban; a Divatcsarnokot Szabó Richárddal 1860–1861.; szerkesztette 1864–1865-ben a Biztosítási Közlönyt és az ebből keletkezett Magyar Közgazdát; Kassán megindította a Kassai Lapokat 1876-ban. (Álnevei: Ostorfi, Dunafalvi Katinka, Chronos, Kóborló, Marosparti, Krónikás, stb.)

## Munkáiból
- Kisvárosi titkok. Regény. (Pest, 1859.)
- Mintegy tíz év előtt. Regény. (Pest, 1860.)
- Esti órák. Novellák. (Pest, 1861.)
- A fertálymágnások.  Regény. (Pest, 1862.)
- Tollrajzok. Novellák. (Pest, 1864.)
- Az életből. Novellák. (Arad, 1879.)
- Össze-vissza. Novellák. (Arad, 1883.)
- Hová lettek a milliók?  Regény. (Budapest, 1885.)
- Aradon írt két színműve: A közvetítő, 4 felvonás, (előadták Kassán 1883-ban, majd Szabadkán); Tőzslovagok,  4 felvonás.

### Fordítások
- Egy gombostű. Regény. Irta Saint Germain. Ford. Uo. 1860.
- A boulvard gyermekei: Paul de Kock után ford. Uo. 1864.
- Európai rabszolgaélet. Regény. Hackländer F. W. után ford. Uo. 1865. Öt kötet. (Szabó Richárddal együtt).
- Césarine. Regény. Sand Georges után ford. Kassa, 1877.,
- Bevezetés a tizenkilenczedik század történetébe. Írta Gervinus G. G., németből ford. Uo. 1886. (Olcsó Könyvtár 197. sz.)